# Casa Pellandini
Casa Pellandini fue una empresa mexicana fabricante e importadora de artículos de arte y lujo, fundada por el artista de vidrieras suizo de origen italiano Claudio Pellandini, en 1893, en la 2.a Calle de San Francisco Número 10, actualmente Madero 33 (Banco Santander Select), cuatro cuadras al oriente del Palacio de Bellas Artes, en la Ciudad de México.

## Historia
Claudio Pellandini llegó a México en 1860. Desde 1893, en su salón de exposición y tienda, en la 2.a Calle de  San Francisco No. 10, la Casa Pellandini vendía: esculturas de mármol, bronce y terracota; vitrales franceses y mexicanos, lámparas, espejos venecianos, grabados artísticos, bustos de mármol y de alabastro, marcos, molduras, cristales, papel tapiz importado; figuras de porcelana, blanca y pintada; estampas, facsímiles de acuarelas, cromos, oleografías, grifos, jardineras, materiales para artistas, útiles para ingenieros, estuches de colores al óleo y a la acuarela, y objetos de ornato, que fueron a parar a Palacio Nacional, palacios de gobiernos estatales, el Palacio Municipal de Puebla, el Castillo de Chapultepec, donde residía el presidente Porfirio Díaz, iglesias, residencias, edificios públicos, etcétera.
Dos años después, en 1895, Claudio Pellandini abrió la primera gran fábrica de artículos de arte en el país. Sus talleres, ubicados en Comonfort 48 esquina con Jaime Nunó, en el Barrio de Santa Ana de la Colonia Morelos, Ciudad de México, ocupaban un área de 12 000 m², y contaban con maquinaria importada de Europa y de los Estados Unidos.

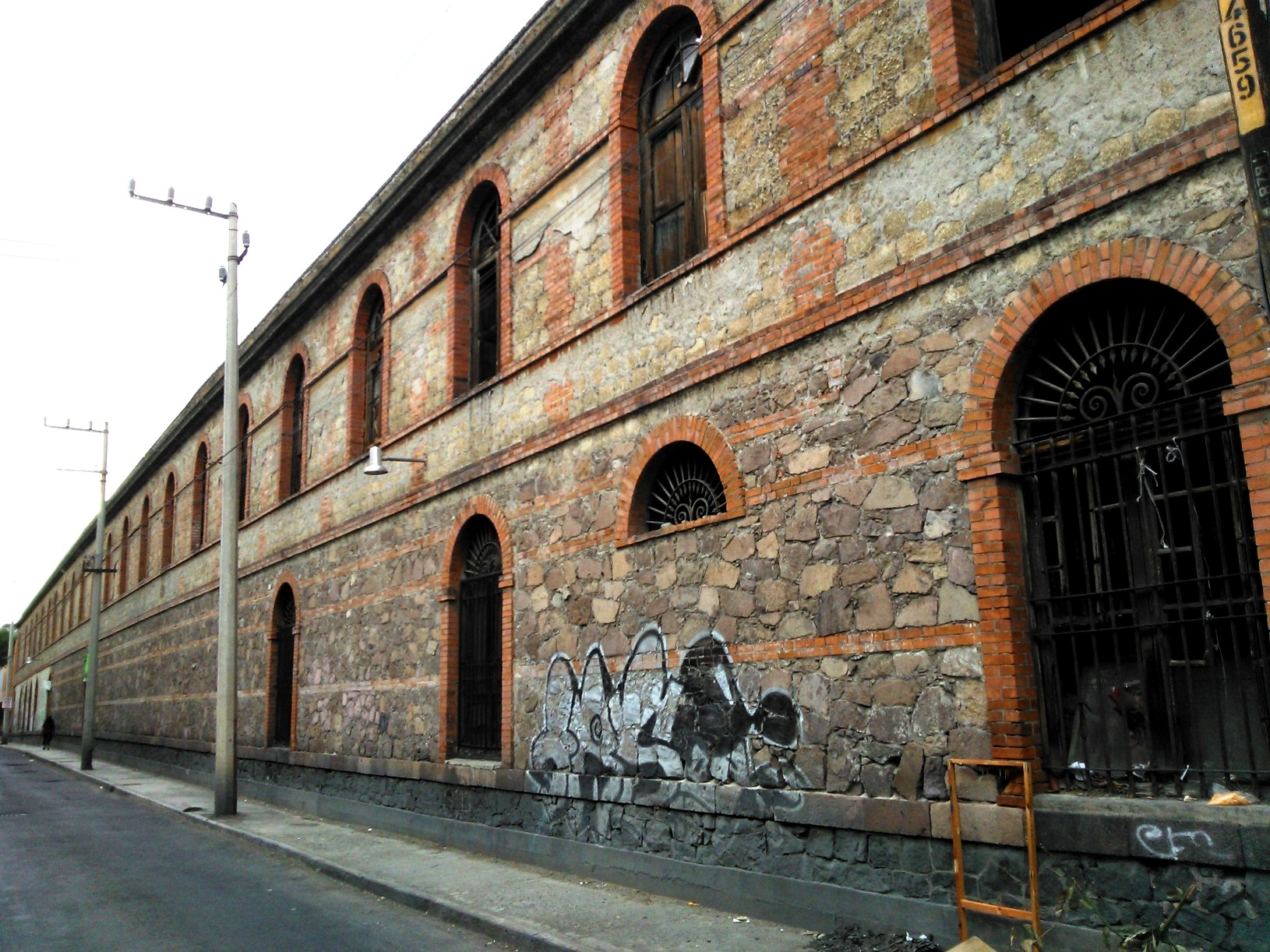
Edificio que albergaba los talleres de vitrales de Claudio Pellandini, en Comonfort 48, Barrio de Santa Ana, Ciudad de México

Dio empleo a 200 personas, aproximadamente. Contaba con 27 máquinas eléctricas para biselar, esmerilar, grabar y pulir cristales. A fines del XIX, la fábrica francesa de vitrales Saint-Gobain nombró a la Casa Pellandini su única representante y depositaria en la República Mexicana. La alta sociedad del Porfiriato, parcialmente afrancesada, gustaba de adquirir los productos que el suizo Claudio Pellandini importaba o fabricaba. La Revolución mexicana no tuvo efectos adversos en las operaciones de la prestigiosa compañía ni en la comercialización de artículos de lujo.

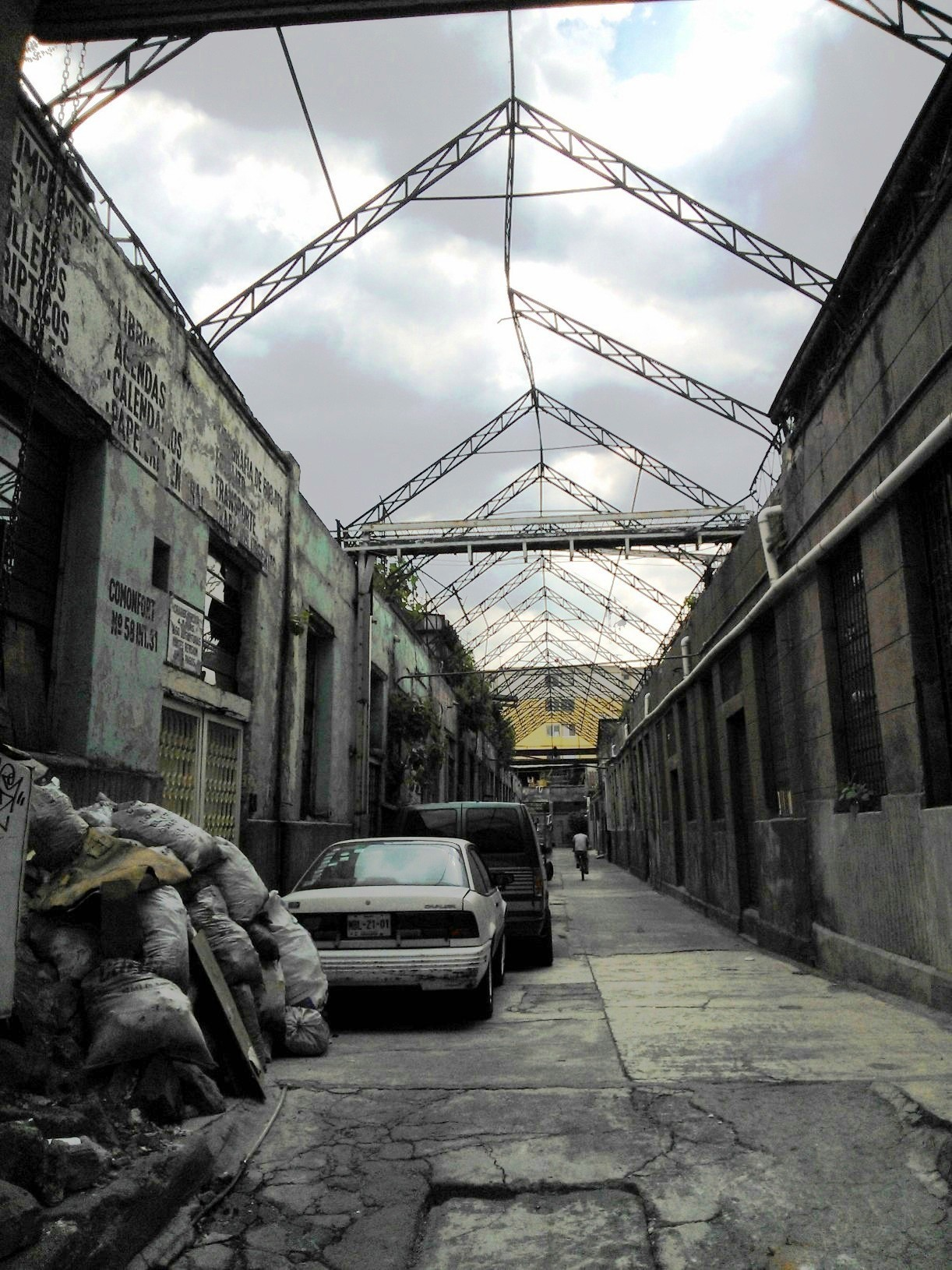
Ruinas del interior de los talleres de Claudio Pellandini

Vitrales creados por el maestro Claudio Pellandini, colocados en ventanas de la fachada del Palacio de Gobierno de Nuevo León, en Monterrey, mostraban imágenes de diversos héroes nacionales mexicanos. Resultaron vandalizadas siete piezas pellandinianas el 5 de enero de 2017 durante unos disturbios sucedidos en la Plaza de los Héroes de la capital neoleonesa. Fueron trasladadas al Taller Casa Montaña, de Torreón, Coahuila, para su restauración.
La Casa Pellandini tuvo una sucursal en el Centro de Guadalajara, fundada en 1901 en las fincas números 43 y 45 de la calle López Cotilla. El miércoles 14 de septiembre de 1927, se suscitó un incendio de menores consecuencias en dicha sucursal guadalajarense de esa casa comercial. Para 1946, se había mudado a Avenida Corona 129, también en el Centro de la capital jalisciense. En 1971, estaba en Prisciliano Sánchez 175, asimismo en el Centro de Guadalajara; dicha sucursal era gestionada por Otto B. Kiener. Fue su último domicilio en esa ciudad.